# 武州鉄道
武州鉄道（ぶしゅうてつどう）は、1924年（大正13年）から1938年（昭和13年）にかけて埼玉県を拠点に、同県南埼玉郡綾瀬村（現・蓮田市）の蓮田駅から同郡岩槻町（後の岩槻市、現・さいたま市岩槻区）を経て同県北足立郡神根村（現・川口市）の神根駅までの間で運行されていた鉄道。

## 概要
1910年（明治43年）、南埼玉郡綾瀬村（現・蓮田市）選出の県会議員飯野喜四郎をはじめとする岩槻町（現・さいたま市岩槻区）と綾瀬村の有志らに対し鉄道院から敷設免許がおり、中央軽便電気鉄道として設立された。翌1911年（明治44年）、動力を電気から蒸気に変更することとし中央鉄道に社名変更した。当初は東京市街と栃木県上都賀郡日光町（現・日光市）を結ぶことを構想として表明しており、その計画は北千住を起点とし川口、岩槻、幸手、栗橋、古河を経て日光へ至るという壮大なものであった。なお、この時点では並行する東武鉄道伊勢崎線は開通していたが、杉戸（現・東武動物公園駅）から分かれる日光線は未開通どころか、まだ構想の段階だった。
1912年（明治45年／大正元年）に第1期線として川口 - 岩槻間が認可され着工された。
第1期線の起点は当初国有鉄道東北本線の川口駅が予定されていたが、すでに駅前の開発が進んでいたため、廃止された国有鉄道の貨物線跡を活用して乗り入れが可能な赤羽駅に変更された。しかし、赤羽駅構内は手狭で貨物の積み下ろしができないという理由で、貨物用の起点は蕨駅に変更し、途中で分岐する計画へと変更された。
1914年（大正3年）には第2期線として岩槻 - 蓮田 - 忍町（現・行田市）間の認可を受けた。とはいえ、先に着工していた第1期線は竣工期限までに工事が終わらず、資金繰りのため第2期線も着工して先行して開業させることにした。1919年（大正8年）、武州鉄道に社名変更し、1924年（大正13年）に蓮田 - 岩槻間が開業した。この時に中央鉄道設立時から1914年（大正3年）まで監査役として関わっていた京成電気軌道（現・京成電鉄）創立者の一人本多貞次郎を社長に招聘した。
有力出資者の多い蓮田より南進する形で路線延長を重ねてきたが、神根駅から東京方面への接続路線がない状態では利用客数が伸びるはずもなく、資金難により神根以南の土地の買収が進まない悪循環に陥った。武州鉄道に融資をしていた地元金融機関の大宮商業銀行と大門銀行は経営が困難となり、大宮商銀が武州銀行（埼玉銀行を経て現・埼玉りそな銀行）に合併、大門銀行は鴻巣銀行の傘下に入った後、破綻した。
1927年（昭和2年）になると本多が社長を退き伊那電気鉄道（国有化を経て現・JR東海飯田線）取締役の山口英九郎が社長に、伊原五郎兵衛が監査役に就任した。伊那電気鉄道では電化して蓮田駅より菖蒲町（現・久喜市）まで延長する構想をもっていたが、山口は1931年（昭和6年）に社長を退任してしまう。
沿線の主要都市である岩槻に総武鉄道（東武野田線の前身）が開通すると貨客の流れもそちらへ移り、結局赤羽方面への延伸はかなわず、投機を目的とした東京在住の株主への未払い、融資の回収、政府の補助金打ち切りにより財務状態が極度に悪化。1938年（昭和13年）に全線が廃線となった。廃線に伴い総武鉄道の岩槻町駅は、現在まで続く岩槻駅に改称した。蓮田以北へは、菖蒲に駅予定地を確保し工事を行っていたが、北進は実現しなかった。
一方、根津財閥の中核企業に成長し莫大な建設費を確保できた東武鉄道は1929年（昭和4年）、日光線を開通させ、武州鉄道が果たせなかった東京・日光間の私鉄による連絡を実現している。
なお、途中王子電気軌道の傘下に入ったが、電化はされなかった。王子電気軌道は現在の都電荒川線ならびに王子駅 - 赤羽終点（現在の東京メトロ南北線赤羽岩淵駅に相当）の路面電車を運行、また旧神根村では電気の小売りもしていた会社であり、武州鉄道線が赤羽駅まで開通した段階で直通を構想していたとみられる。

### 路線データ
- 路線距離（営業キロ）：蓮田駅 - 神根駅間16.9 km
- 軌間：1067 mm
- 駅数：14駅（起終点駅含む）
- 複線区間：なし（全線単線）
- 電化区間：なし（全線非電化）
- 動力：蒸気（雨宮製作所製蒸気機関車2両）、内燃（ガソリン気動車5両）併用
- 閉塞方式：タブレット閉塞式
- 機関庫、転轍機、給水施設：蓮田駅

## 沿革
- 1910年（明治43年）11月5日：中央軽便電気鉄道に対し鉄道免許状下付（川口 - 宮ヶ谷塔間、動力：電気、軌間：4フィート6インチ）[10]（発起人総代内田三左衛門[11]）
- 1911年（明治44年）
  - 7月：発起人総会において中央鉄道に改称し、動力を蒸気鉄道に変更すること、資本金を80万円から60万円に減額することを決議[12]。
  - 12月28日：中央鉄道株式会社設立[13][14]。
- 1913年（大正2年）9月11日：鉄道免許状下付（南埼玉郡岩槻町 - 北埼玉郡忍町間）[15]。
- 1919年（大正8年）7月6日：武州鉄道に社名変更。
- 1924年（大正13年）
  - 10月19日：蓮田駅 - 岩槻駅間が開業。蓮田駅・岩槻駅を新設[16]。
  - 12月9日 - 11日：大宮氷川神社大祭に伴い、岩槻駅 - 蓮田駅間に田中臨時停留場を設置[17]。
- 1925年（大正14年）1月1日：岩槻北口駅を新設。
- 1926年（大正15年）1月1日：河合駅を新設。
- 1928年（昭和3年）
  - 2月1日：鉄道免許状下付（北足立郡鳩ヶ谷町 - 北豊島郡岩淵町間）[18]
  - 9月22日：岩槻本通駅を新設。
  - 12月25日：岩槻駅 - 武州大門駅間が延伸開業。浮谷駅・笹久保駅・武州野田駅・武州大門駅（大門村大門、現・さいたま市緑区大門）を新設[19]。
- 1930年（昭和5年）2月1日：真福寺駅を新設。
- 1931年（昭和6年）2月1日：馬込駅を新設。
- 1935年（昭和10年）
  - 5月31日：鉄道免許取消（1913年9月11日免許の蓮田 - 行田間。「指定ノ期限マテニ工事竣工セサルタメ」）[20]。
  - 6月3日：鉄道免許失効（1928年2月1日免許の鳩ヶ谷 - 赤羽間。「指定ノ期限マテニ工事着手及工事施工認可申請ヲ為ササルタメ」）[20]。
- 1936年（昭和11年）12月31日：武州大門駅 - 神根駅間が延伸開業。下大門駅・行衛駅・神根駅（神根村石神、現・川口市石神）を新設。
- 1938年（昭和13年）
  - 8月22日：財政難により営業廃止
  - 9月1日：起業廃止（許可）（1910年11月5日免許の神根 - 蕨間）[21]。
  - 9月2日：全線廃止[22]。

## 運行形態
1936年12月31日当時の運行形態を示す。
- 列車本数：11往復（他に臨時区間列車 岩槻駅 - 蓮田駅1往復、神根駅 - 岩槻駅1往復）
- 所要時間：全区間42分

## 駅一覧
1936年12月31日当時の駅を示す。
蓮田駅 - 馬込駅 - 河合駅 - 岩槻北口駅 - 岩槻本通駅 - 岩槻駅 - 真福寺駅 - 浮谷駅 - 笹久保駅 - 武州野田駅 - 武州大門駅 - 下大門駅 - 行衛駅 - 神根駅
- 武州鉄道岩槻駅は、東武野田線の岩槻駅とは別の場所で、現在のさいたま市立太田小学校付近にあった。現在の岩槻駅は当時、岩槻町駅と称した。

## 輸送・収支実績
| 年度 | 乗客（人） | 貨物量（トン） | 営業収入（円） | 営業費（円） | 益金（円） | その他益金（円） | その他損金（円）                   | 支払利子（円） | 政府補助金（円） |
| ---- | ---------- | -------------- | -------------- | ------------ | ---------- | ---------------- | ---------------------------------- | -------------- | ---------------- |
| 1924 | 15,093     | 9,791          | 10,004         | 15,447       | ▲ 5,443    |                  |                                    |                |                  |
| 1925 | 39,922     | 25,404         | 21,958         | 29,260       | ▲ 7,302    |                  | 雑損1,318                          | 15,971         |                  |
| 1926 | 52,618     | 27,473         | 21,502         | 29,131       | ▲ 7,629    |                  | 雑損5,452                          | 5,899          |                  |
| 1927 | 56,006     | 24,565         | 21,544         | 24,359       | ▲ 2,815    | 減資差益493,000  | 雑損109,682                        | 38,313         | 35,544           |
| 1928 | 98,659     | 47,373         | 39,586         | 36,232       | 3,354      |                  | 雑損230                            | 14,011         | 14,968           |
| 1929 | 144,886    | 29,007         | 38,847         | 44,292       | ▲ 5,445    |                  | 雑損2,640                          | 20,292         | 33,881           |
| 1930 | 122,938    | 20,911         | 31,620         | 36,662       | ▲ 5,042    |                  | 雑損償却金17,470                   | 11,848         | 34,630           |
| 1931 | 106,618    | 22,353         | 25,372         | 37,755       | ▲ 12,383   |                  | 雑損90償却金11,600                 | 7,226          | 31,629           |
| 1932 | 100,046    | 15,344         | 21,099         | 33,284       | ▲ 12,185   |                  | 雑損償却金18,103                   | 4,407          | 34,884           |
| 1933 | 85,490     | 16,696         | 39,586         | 36,232       | 3,354      |                  | 雑損230                            | 14,011         | 14,968           |
| 1934 | 88,579     | 16,235         | 21,171         | 31,212       | ▲ 10,041   | 債務免除10,500   | 償却金11,780                       | 5,164          | 17,970           |
| 1935 | 77,589     | 13,923         | 20,754         | 33,565       | ▲ 12,811   | 債務免除16,994   | 雑損償却金11,097 政府補助金返納336 | 2,837          | 20,592           |
| 1936 | 85,516     | 16,878         | 21,880         | 34,895       | ▲ 13,015   |                  | 雑損償却金4,594                    | 2,340          | 19,960           |
| 1937 | 92,536     | 15,175         | 23,117         | 38,934       | ▲ 15,817   |                  | 雑損償却金1,124                    | 2,657          | 19,603           |

- 鉄道省鉄道統計資料、鉄道統計資料、鉄道統計各年度版による。

## 車両
開業時は機関車2両、客車3両、貨車4両。
- 蒸気機関車
  - 1 - 3：1924年雨宮製作所製Cタンク機関車。1・2が開業前に、3は1925年3月31日に竣功しているが、10月には宇佐参宮鉄道へ売却の手続きを進めている[24]。1・2は廃線後小名浜臨港鉄道へ売却された。
  - 1109：三河鉄道より購入した元国鉄1100形 (1109) 。1924年[25]から1935年頃まで在籍した[26]。
- ガソリンカー
  - キハ1 - 3：1929年丸山車両製の単端式気動車。
  - キハ5：1934年に富南鉄道より購入。廃線後小名浜臨港鉄道へ売却された。
  - キハ15：1936年に多摩湖鉄道より購入。届出上は車体改造の上就役したことになっているが、図面では下回りなども多摩湖鉄道時代とは異なっているため、実態は新製車輌に相当する。廃線後宮崎鉄道へ売却された。多摩湖鉄道の鉄道車両#ジハ101形（ガソリン客車）も参照。
- 客車
  - ロハ1・ハ1・ハフ1：開業時に揖斐川電気より購入した木製二軸客車[27][28]。ロハ1は1925年に北総鉄道に売却された[29]。
- 貨車
  - 開業にあたり、駄知鉄道より有蓋緩急車1両[30]、近江鉄道より無蓋貨車3両[31]を購入。

| 年度        | 機関車 | 動車 | 客車 | 貨車 | 貨車 |
| 年度        | 機関車 | 動車 | 客車 | 有蓋 | 無蓋 |
| ----------- | ------ | ---- | ---- | ---- | ---- |
| 1924 - 1926 | 2      |      | 2    | 1    | 3    |
| 1927        | 3      |      | 2    | 1    | 3    |
| 1928 - 1932 | 3      | 3    | 2    | 1    | 3    |
| 1933        | 3      | 4    | 2    | 2    | 3    |
| 1934        | 3      | 4    | 2    | 1    | 2    |
| 1935        | 2      | 4    | 2    | 1    | 2    |
| 1936 - 1937 | 2      | 4    | 1    | 1    | 2    |

- 鉄道省鉄道統計資料、鉄道統計資料、鉄道統計各年度版による。

## 廃線後

### 現在も残る廃線跡

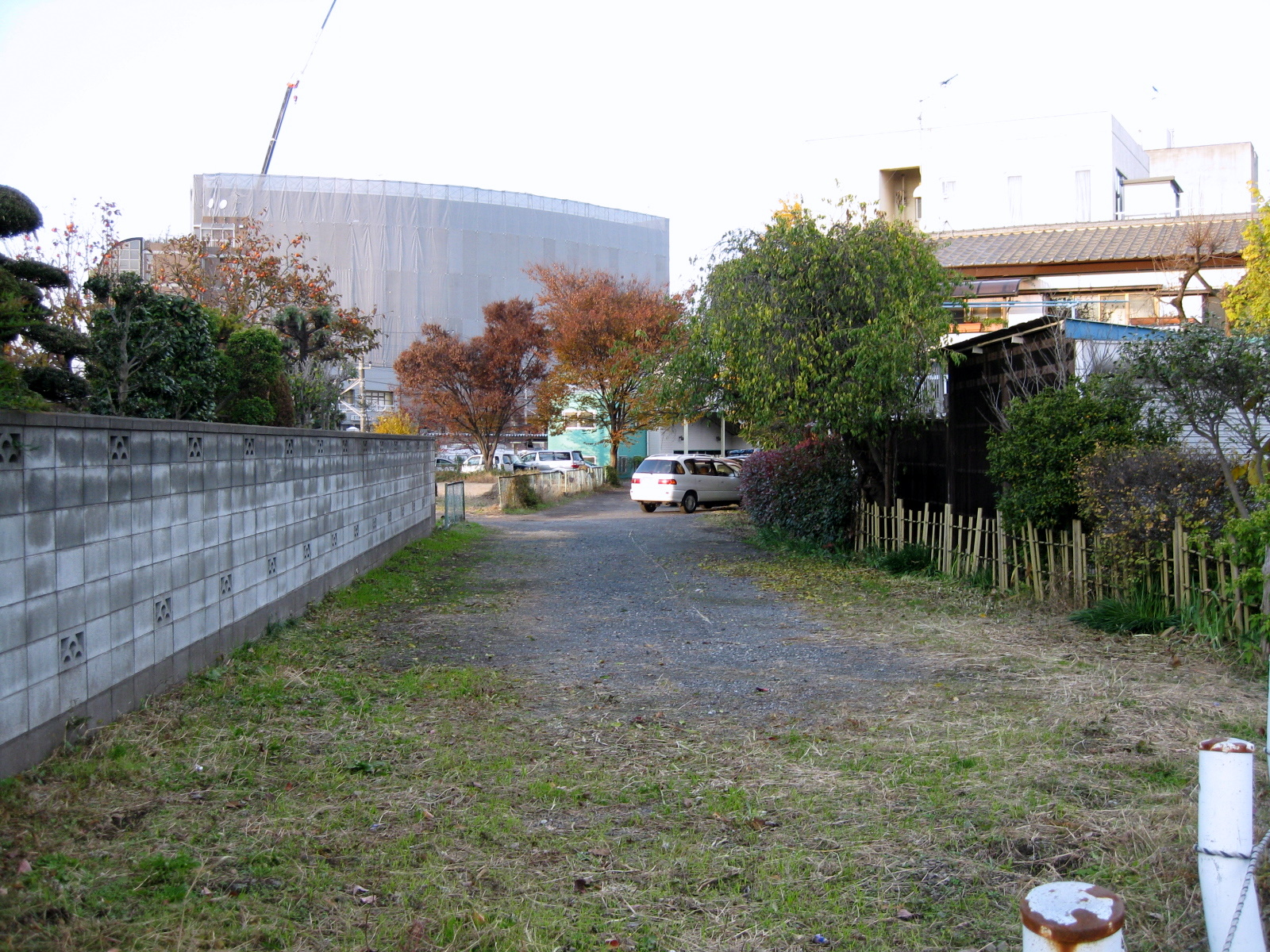
蓮田駅付近の廃線跡。奥が駅方面。
（2010年11月24日）

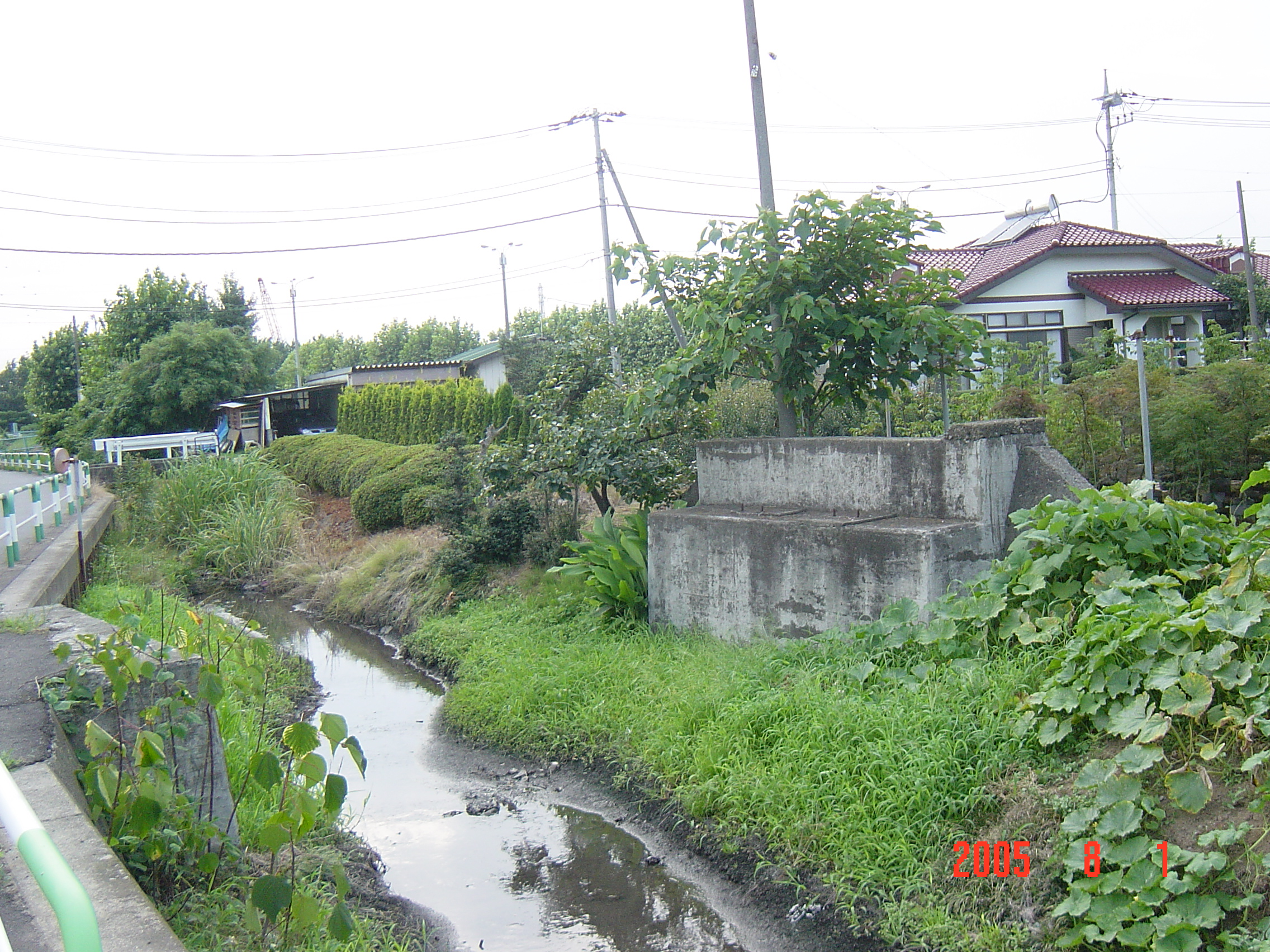
伝右川に残されていた橋台。武州鉄道唯一の遺構であった。

武州鉄道の蓮田駅は駐輪場となっている。駐輪場から先、公民館の裏手までは駐車場となっているが、すぐに住宅地に埋もれてしまう。蓮田市立蓮田南小学校付近までは土地の形状から探ることができるが、その先は区画整理が行われた地区で、線路の痕跡はない。
さいたま市岩槻区に入った馬込駅跡付近から線路跡は道路となって現れ、人間総合科学大学蓮田キャンパスの東側で国道122号と交差する。直進して東北自動車道・国道122号蓮田岩槻バイパスと交差し、平林寺の河合幼稚園付近まで続く。その先線路跡は畑や住宅となっているが、畑と畑の境界線や土地の形状から容易に線路跡が判別できる。平林寺公民館が線路跡に建っている。住宅地に入った御幸町・日の出町でも、土地が道路の方向に合わない不自然な向きになっていることから線路跡が判別できる。東武野田線と交差し、浄安寺の前を通過する。埼玉県道2号さいたま春日部線との交差した先の家が岩槻本通駅跡である。
岩槻本通駅から岩槻駅跡までは住宅地に飲み込まれているが、土地の形状から容易に探ることができる。線路跡はさいたま市立岩槻中学校の敷地を通過している。岩槻駅跡はさいたま市立太田小学校付近である。
線路跡は東町二丁目交差点のすぐ西側で国道16号岩槻春日部バイパスと交差し、浮谷バス停付近で埼玉県道324号蒲生岩槻線に飲み込まれるが、さいたま市立城南小学校を過ぎた先で右手方向に分かれてゆく。目白大学岩槻キャンパスに入る道は武州鉄道の跡を利用したものである。目白大学から先は一直線に続く。土地の形状から線路跡が容易に判別でき、一部は道路や駐車場になっている。埼玉県中古自動車販売商工組合の事務局付近を通過し、綾瀬川にいたる地点まで線路跡がはっきりしているが、その先は区画整理地区に飲み込まれている。以前は伝右川と交差する地点に橋台が残されていたが、浦和美園駅周辺の開発により2013年の時点で撤去されている。埼玉スタジアム2002の西側から、線路跡は東北自動車道となって、神根まで至る。この付近では、東北自動車道は武州鉄道の用地を利用して建設された。
昭和50年代の終わり頃まで、浮谷地区には掘割の路線跡が残されており、笹久保地区には土盛の築堤跡とともに数箇所の橋台が残されていた。しかし、全線に渡り線路を残した廃線跡は皆無であった。浮谷地区の廃線跡は現在の目白大学に埋もれている。武州大門駅 - 神根駅間は、東北自動車道と国道122号の用地として大部分が転用された。
岩槻区南下新井の酒屋「たねや」の倉庫として、浮谷駅の倉庫が使われていた。現在は閉業している。

### 廃線後の交通機関
- 旧武州鉄道の路線跡を縫うように1952年（昭和27年）1月、国際興業バスが鳩ヶ谷（浦寺） -  風渡野（ふっとの、七里駅近く） - 蓮田駅前間の乗合バス路線を開設した。現在も国際興業バスで鳩ヶ谷駅 - 岩槻駅間を移動することは可能であるが（岩槻駅 - 蓮田駅間は国際興業バス蓮11・蓮12が2024年〈令和6年〉4月1日に廃止され、さいたま市乗合タクシー「おりづる号」に転換）、現在のルートは当時の経由ルートとは大きく異なる岩槻駅を経由するルートで、東川口駅・岩槻駅で系統が分割されている（「国際興業バス鳩ヶ谷営業所#川口駅 - グリーンセンター - 戸塚安行駅・東川口駅線」、「国際興業バスさいたま東営業所#岩槻駅 - 目白大学 - 浦和美園駅・東川口駅北口線」を参照）
- 浦和大門付近から赤羽方面への路線は、埼玉高速鉄道線の開業により、約60年目にして実現した。埼玉高速鉄道には、その先、武州鉄道が営業していた岩槻・蓮田方面への延伸計画もある。ただし、埼玉高速鉄道の免許は新規に取得したものであり、武州鉄道のものを継承したわけではなく、経由地も異なる。